# Exarh al Plaiurilor
Exarh al Plaiurilor este un titlu bisericesc acordat unor ierarhi învestiți cu drept de jurisdicție canonică extrateritorială, adică peste limitele administrative tradiționale ale eparhiilor lor. Mitropoliții de la Târgoviște, iar mai apoi de la București, precum și cei de la Suceava, iar mai apoi de la Iași, au avut sute de ani și titlul de Exarhi ai Plaiurilor, exercitandu-și jurisdicția în zone dintre cele mai diverse: Valea Timocului, Transilvania, Maramureșul istoric, Pocuția și Transnistria. Mitropolia Basarabiei are rangul superior de Exarhat al Plaiurilor din octombrie 1995 și la ea pot adera, extrateritorial, comunități ortodoxe române din afara Republicii Moldova. Statutul de Exarhat al Plaiurilor este recunoscut de autoritățile Republicii Moldova.